# Falkenberg (Heideblick)
Falkenberg (niedersorbisch Sokolnica) ist ein Ortsteil der Gemeinde Heideblick im Landkreis Dahme-Spreewald in Brandenburg.
Am südlichen Ortsrand verläuft die B 102.

## Orts- und Gutsgeschichte
Falkenberg wurde in der frühen Historie unter verschiedenen Schreibweisen geführt, 1217 unter Valkenberg, hier kommt es durch einen Johann von Gröditz an das Kloster Doberlug. 1226 führte es den Namen Valkenberch und 1276 wieder unter Valkenberg. 1431 bürgerte sich Valkenbergh ein und wurde von 1594 bis 1597 als Falckenbergk nachgewiesen.
Vor Ort entwickelte sich ein Vasallengut. Lehnsträger war die Familie von Weltemitz, dann von Leddin. Es folgt die Familie von Globig um 1670 und von circa 1690 bis 1715 der Offizier Peter Friedrich von Ba(e)rettig, genannt der Türck. Nach einem Intermezzo bei der Familie des Johann Zacharias Gebel 1719 folgte als Grundbesitzer für die Kaufsumme von 13200 Talern die alte Adelsfamilie von Stutterheim, vertreten durch Ernst von Stutterheim-Pitschen (1679–1725), kgl. sächs. Leutnant, dessen Grabstein auch in Falkenberg war. Ernst von Stutterheim war mit Anna Catharina von Klitzing-Seese verheiratet. Das Ehepaar hatte fünf Kinder. Erbe wurde der zweitälteste Siegmund Ernst von Stutterheim (1709–1777), belehnt mit Falkenberg 1731. Er war mit Gertraud von Langen-Birkholz liiert und hatte mit ihr zwölf Kinder, alle in Falkenberg geboren; die Mädchen heirateten sämtlich adelige Gutsherren, die Jungen sind fast alle aktive Offiziere geworden. Namhaft wurde hier besonders der jüngste Nachfahre, der kgl. preuß. Generalmajor Friedrich Gottlob von Stutterheim (1757–1832). Sein Vater Ernst Siegismund von Stutterheim verkaufte Falkenberg für 13900 Taler 1766 an Johann Friedrich Leede. Der Familie Leede folgt die Familie Hildebrand(t), u. a. zuletzt vertreten durch den Sohn, Gardeoffizier, Leutnant, respektive dann Major Franz Hildebrand. Im Jahr 1842 inseriert Familie Hildebrand den Besitz zum Verkauf.
Spätestens ab 1843 war die Familie Küster neuer Gutsinhaber, Oekonomierath Albert Küster sen. Rechtlich betrachtet blieb es bei der Gerichtsbarkeit über Falkenberg bis 1874 beim Kloster Doberlug, dann beim Amt Doberlug. Vor 1880 hat das Rittergut einen Umfang von 354 ha. Die Familie Küster, hier Albert jun., waren als Landwirte überregional bekannt und erhielten das Recht zur Abbildung ihres bürgerlichen Wappens im Wappensaal des Schlosses Lübben. Der Gutsbezirk Falkenberg wurde dann nach der neuem Kommunalverfassung 1928 mit der Dorfgemeinde Falkenberg vereinigt. Dies änderte aber nichts an den fiskalischen, privaten und kirchlichen Flächen; das Gut war lediglich juristisch betrachtet kein eigenständiger Ort mehr. Bis 1933 war das Gut des Erich Küster verschuldet, ab 1938 wurde wieder investiert und vier neue Werkwohnungen errichtet. Die Familie Küster blieb bis 1945 Eigentümer des Rittergutes Falkenberg. 1945/46 folgte die Bodenreform und die Neuaufteilung der ehemaligen Gutsflächen.
Falkenberg war von 1816 bis 1835 dem Landkreis Jüterbog-Luckenwalde zugehörig, dann bis 1945/1952 dem Landkreis Luckau, Teil des Regierungsbezirkes Frankfurt a. d. O. der Provinz Brandenburg. Falkenberg war bis 1990 (1993) beim Kreis Luckau. Dieser Kreis gehörte in der DDR zum Bezirk Cottbus. Seit 1993 erfolgte die Zuordnung zum Landkreis Dahme-Spreewald, der zum 1990 wieder gegründeten Land Brandenburg gehört.

## Persönlichkeiten

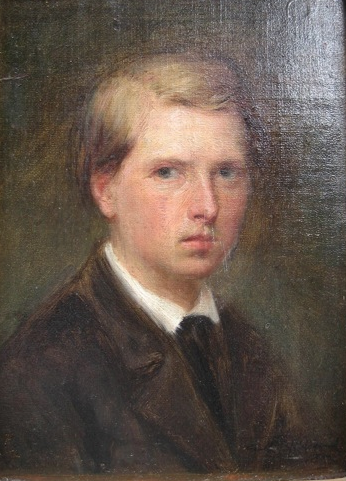
Ernst Wilhelm Hildebrand (um 1855); 1833 in Falkenberg geboren
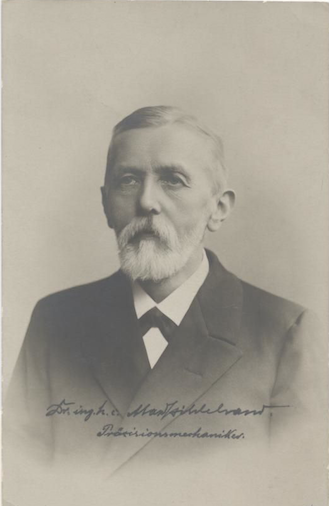
Max Hildebrand (um 1910); 1839 in Falkenberg geboren
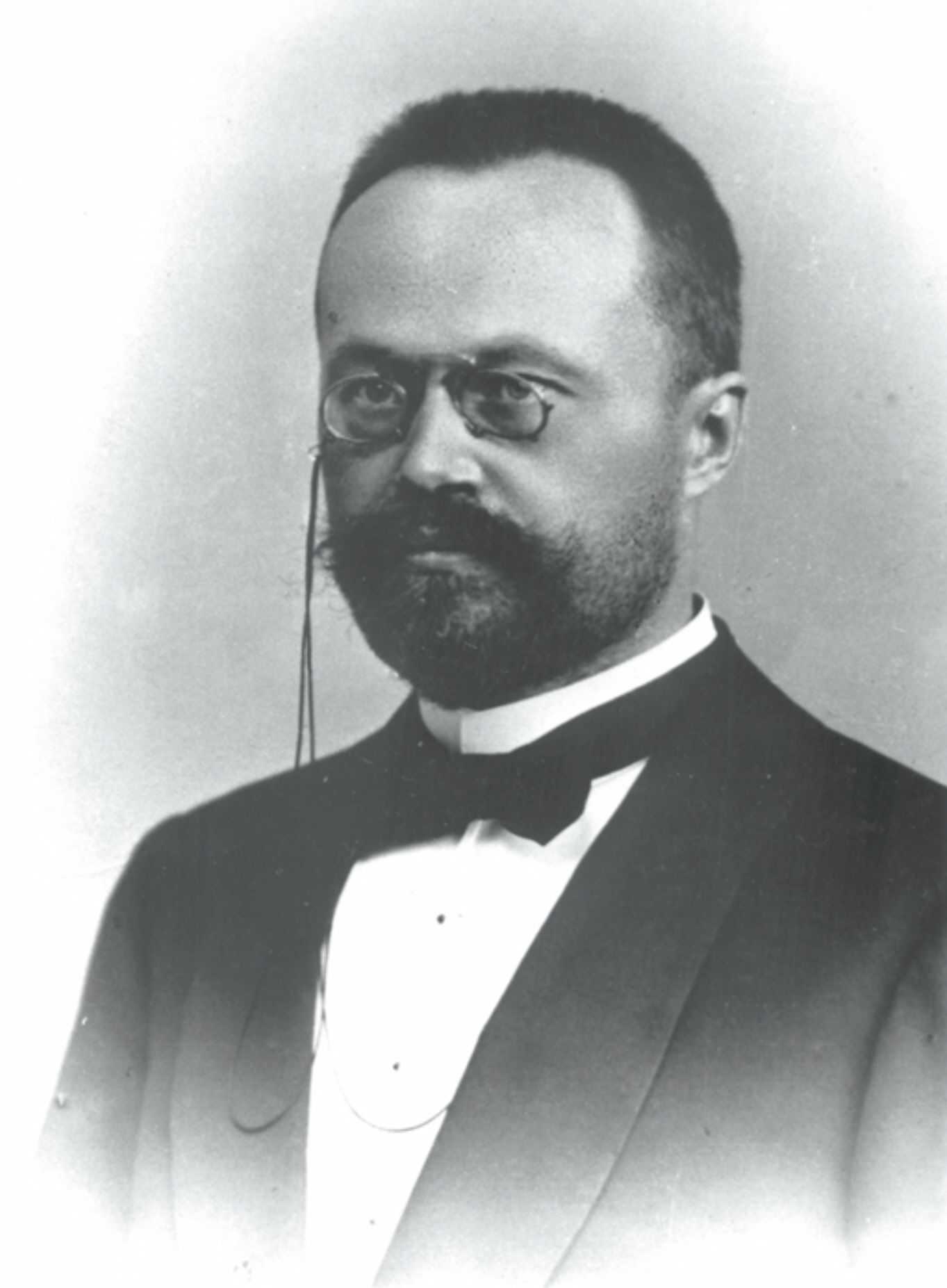
Friedrich Wilhelm Küster, (um 1902); 1861 in Falkenberg geboren

- Emil Albert Küster, 1863 in Falkenberg geboren, Oberlehrer am Friedrichswerdersches Gymnasium Berlin, Autor,[17] Forschungsreisender (Botanik),[18][19] starb 1892 im Togo[20]

## Sehenswürdigkeiten

### Baudenkmale
In der Liste der Baudenkmale in Heideblick sind für Falkenberg drei Baudenkmale aufgeführt:
- Dorfkirche mit „Türkengrab“[21]
- Gutshaus (Falkenberg 7) des damaligen Rittergutes Falkenberg[22]
- Bockwindmühle Falkenberg

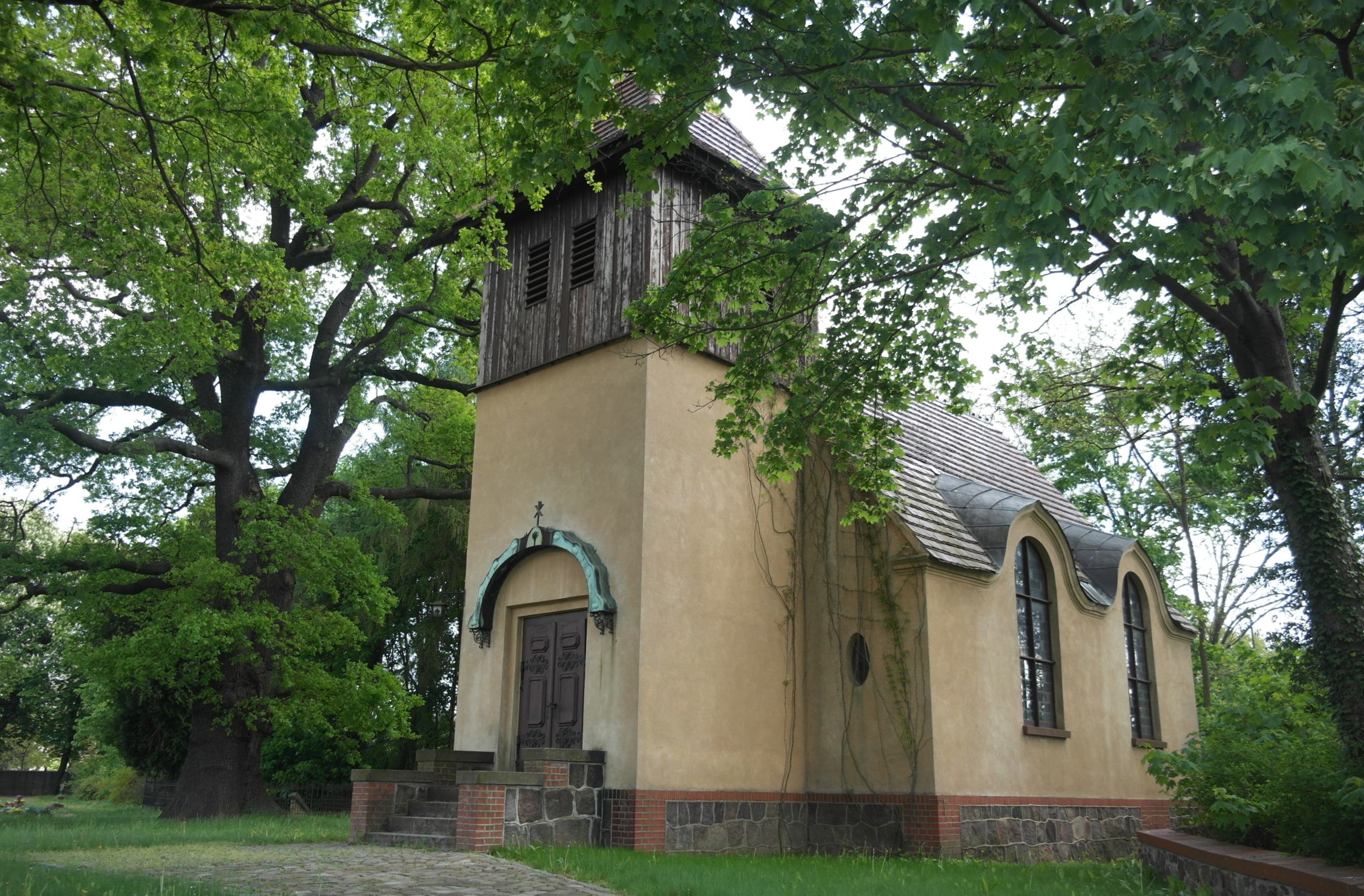
Dorfkirche Falkenberg
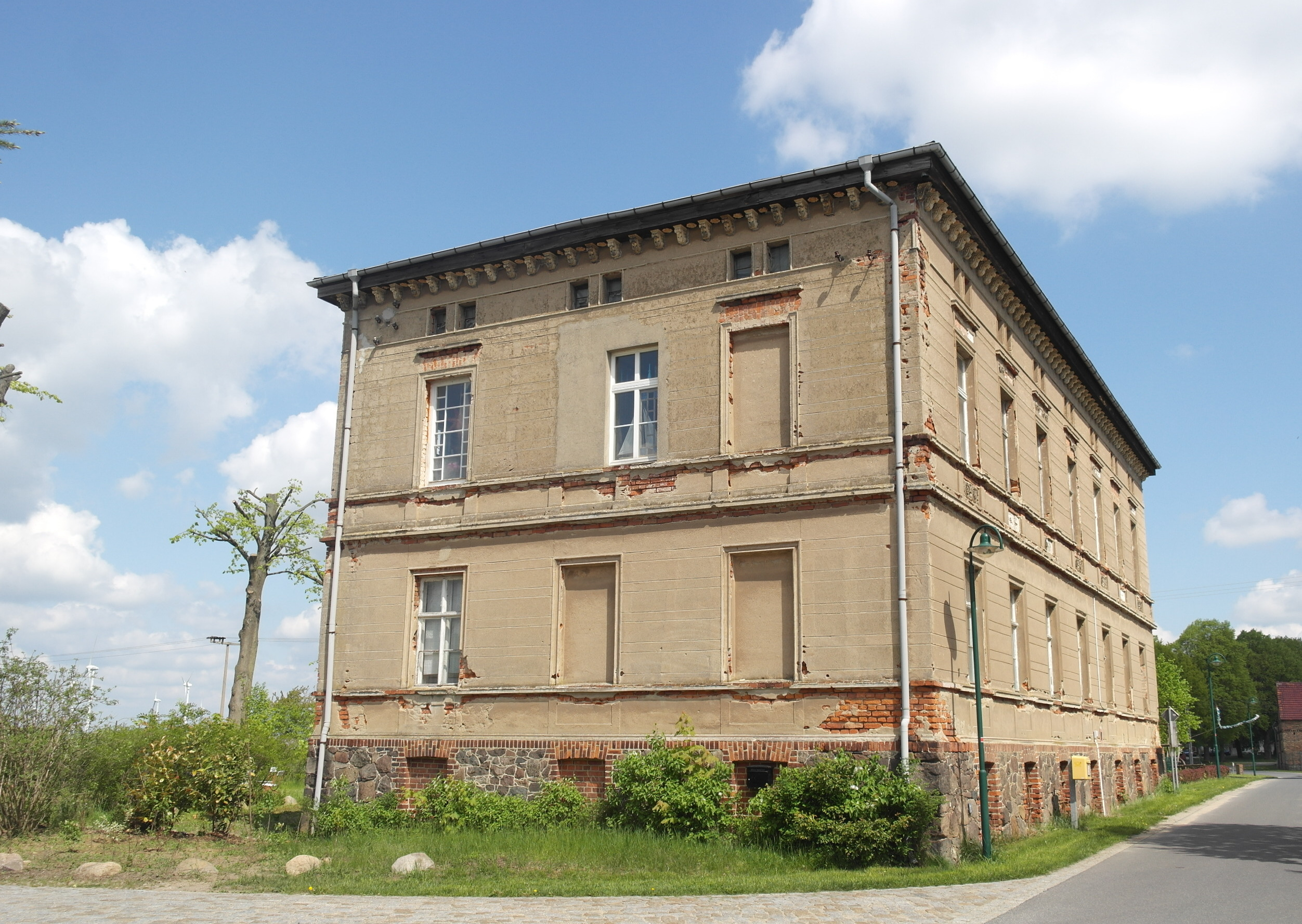
Gutshaus, Falkenberg 7
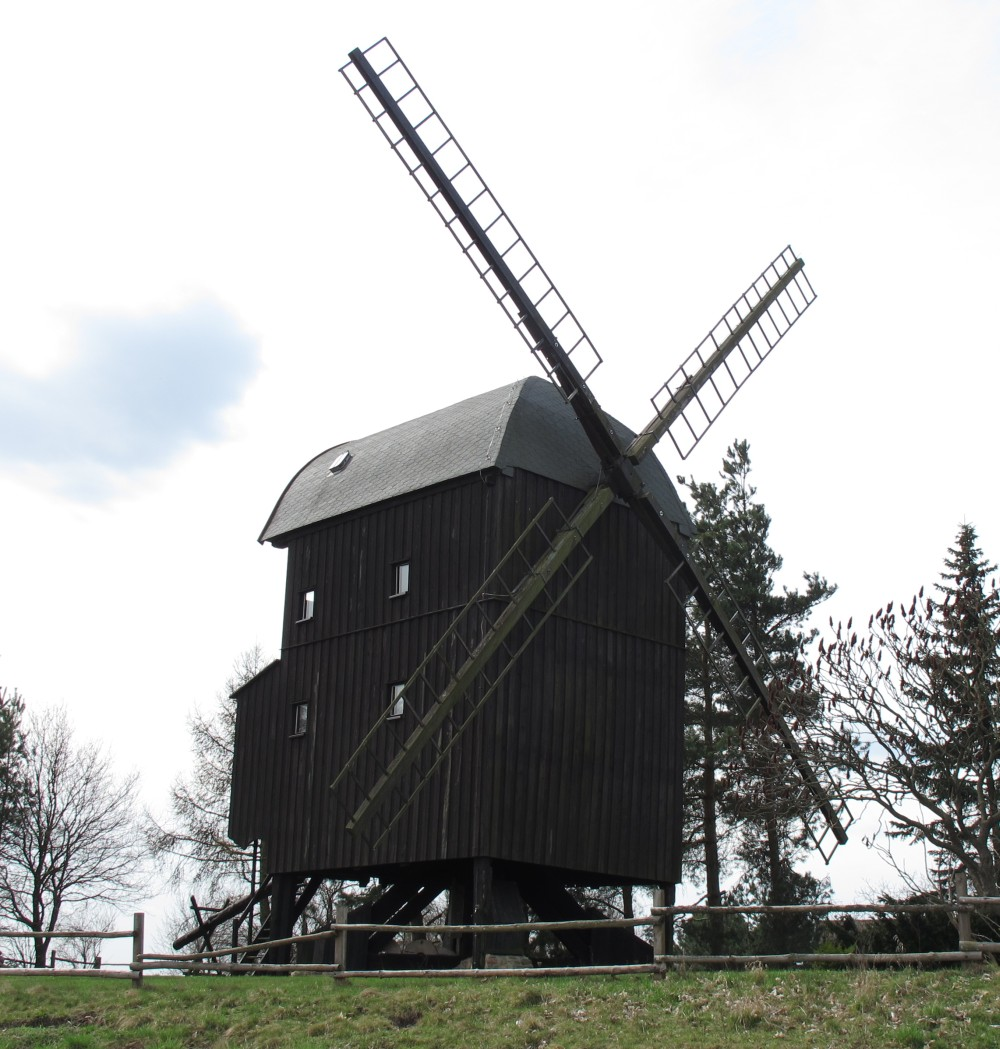
Bockwindmühle Falkenberg

### Naturschutzgebiete
Rund um Falkenberg liegen diese Naturschutzgebiete:
- nordöstlich das Schuge- und Mühlenfließquellgebiet
- südwestlich die Rochauer Heide